# Хабабаш
Хабабаш- фараон давнього Єгипту, який керував державою в кінці 338–336 роках до н. е.
Про нього нічого не повідомляють античні автори, але він згадується в доволі значній кількості єгипетських текстів. Мабуть, Хабабаш був нубійським князем з Південного Єгипту, якому на деякий час вдалося встановити свою владу в Єгипті. Тронне ім'я Хабабаша — Сененсетепенптах («Подоба Танена, обранець Птаха») — вказує на коронацію в Мемфісі. В одному написі його назвали «сином сонця».
В 330 роках до н. е. Хабабаш очолив воєнний похід в царство Куш. Похід був дуже невдалим — Хабабаш був розбитий фараоном Настасеном, про що свідчить стела, яка зберігається в Берлінському музеї.
Стела сатрапів свідчить про те, що на другому році свого правління Хабабаш інспектував укріплення в Дельті, щоб відбити майбутній напад персів. Згідно того ж джерела Хабабаш повелів вернути храму Буто землі, які були раніш конфісковані перським царем. Хабабаш був, мабуть, переможений Дарієм III, і Єгипет знову був підкорений персами. Подальша доля Хабабаша невідома.